# Пуми
 Тази статия е за рода бозайници.  За етническата група вижте Пуми (народ).  
Пумите (Puma) са род бозайници от семейство Коткови. Представен е само от два оцелели вида, разпространени в Северна, Южна Америка. Известни са слабо проучени фосили от представители на рода, които показват, че представителите му са обитавали и Стария свят. Пример за това е фосилът на Panthera pardoides известна като Пантера на Оуен, която представлявала голяма котка, подобна на пума, обитавала Евразия през Плеистоцен.

## Видове
- Puma concolor – пума
- Puma yagouaroundi – ягуарунди